# Liste der Baudenkmale in Invercargill
Die Liste der Baudenkmale in Invercargill umfasst alle vom New Zealand Historic Places Trust (NZHPT) als „Historic Place“ oder „Historic Area“ eingestuften Baudenkmale und Flächendenkmale der neuseeländischen Stadt Invercargill. Die Angaben stammen aus dem Register des NZHPT. Die Bezeichnungen der Baudenkmale orientieren sich an diesem Register. In die Liste werden auch bekannte Wahi Tapu (Area), kulturell und religiös bedeutsame Stätten und Gebiete der Māori, aufgenommen. Sie werden jedoch meist nicht publiziert.

| Bild           | Bezeichnung                                                                      | Ort          | Anschrift                                                     | Beschreibung                                                                                                  | Bauzeit                | Eintrag           | Nummer | Kat. |
| -------------- | -------------------------------------------------------------------------------- | ------------ | ------------------------------------------------------------- | --- | ---------------------- | ----------------- | ------ | ---- |
| weitere Bilder | Anderson Park Art Gallery                                                        | Invercargill | 91 McIvor Road Karte                                          | ehemalige Villa, heute Galerie                                                                                | 1924–1925              | 22. November 1984 | 0385   | 1    |
| weitere Bilder | Westpac Building (Former Bank of New South Wales)                                | Invercargill | 1 Dee Street Karte                                            | ehemalige Bankfiliale                                                                                         | 1904                   | 30. August 1990   | 2443   | 1    |
| weitere Bilder | Troopers' Memorial (Boer War)                                                    | Invercargill | Tay Street und Dee Street Karte                               | Kriegsdenkmal für den 2. Burenkrieg                                                                           | 1902–1908              | 28. Juni 1990     | 2445   | 1    |
| weitere Bilder | Gerrard's Private Railway Hotel                                                  | Invercargill | 1-3 Leven Street Karte                                        | Hotel | 1896                   | 28. Juni 1990     | 2506   | 1    |
| weitere Bilder | Town Hall and Civic Theatre                                                      | Invercargill | 88 Tay Street und 101 Esk Street Karte                        | Stadthalle und Theater                                                                                        | 1905–1906              | 22. November 1984 | 2521   | 1    |
| BW             | Ardneil                                                                          | Invercargill | 30 Rimu Road, Kennington Karte                                | Villa | 1902–1903              | 26. August 2011   | 2549   | 1    |
| weitere Bilder | Southland Hospital (Former)                                                      | Invercargill | 75 Kew Road, Kew Karte                                        | Krankenhaus (ehemaliges)                                                                                      | 1935 (ab)              | 14. Mai 2008      | 7747   | 1    |
| weitere Bilder | Dee Street Hospital (Former)                                                     | Invercargill | Ecke 194-200 Dee Street und Gala Street Karte                 | Krankenhaus (ehemaliges)                                                                                      | 1862 (ab)              | 22. August 2008   | 7777   | 1    |
| weitere Bilder | First Church                                                                     | Invercargill | 151 Tay Street Karte                                          | presbyterianische Kirche                                                                                      | 1910–1915              | 22. November 1984 | 0387   | 2    |
| BW             | Southland Provincial Council Building (Former)                                   | Invercargill | 32 Kelvin Street Karte                                        | ehemaliger Sitz der Verwaltung der Provinz Southland                                                          | 1864                   | 22. November 1984 | 0388   | 2    |
| BW             | Lennel                                                                           | Invercargill | 102 Albert Street Karte                                       | Wohnhaus von John Turnbull Thomson                                                                            | 1882                   | 27. Juli 1988     | 0389   | 2    |
| BW             | Masonic Hall                                                                     | Invercargill | 80 Forth Street Karte                                         | Freimaurerloge                                                                                                | 1926                   | 22. November 1984 | 0390   | 2    |
| BW             | St John’s Anglican Church Complex                                                | Invercargill | 113 Esk Street, 108 Tay Street Karte                          | anglikanische Kirche                                                                                          | 1861                   | 27. Juli 1988     | 0391   | 2    |
| weitere Bilder | St Mary's Basilica                                                               | Invercargill | 79 Tyne Street Karte                                          | katholische Kirche                                                                                            | 1905                   | 22. November 1984 | 0392   | 2    |
| weitere Bilder | Water Tower                                                                      | Invercargill | 101 Doon Street Karte                                         | Wasserturm | 1889                   | 22. November 1984 | 0394   | 2    |
| BW             | All Saints Anglican Church and Parish Hall                                       | Invercargill | Ecke 507-509 Dee Street und Holywood Terrace, Gladstone Karte | Kirche und Gemeindesaal                                                                                       | 1877 (1878)            | 1. März 2012      | 2440   | 2    |
| weitere Bilder | Blackman Building                                                                | Invercargill | 136-144 Dee Street Karte                                      | Bürogebäude, ehem. Hotel                                                                                      | 1880 (ca.)             | 24. November 1983 | 2444   | 2    |
| weitere Bilder | Briscoes Building                                                                | Invercargill | 104 Dee Street Karte                                          | Bürogebäude, ehem. Hotel                                                                                      | 1880 (ca.)             | 24. November 1983 | 2448   | 2    |
| BW             | Central Methodist Church                                                         | Invercargill | 82 Jed Street Karte                                           | ehem. Kirche, heute Ladengeschäft                                                                             | 1935                   | 24. November 1983 | 2449   | 2    |
| BW             | Christ Church                                                                    | Invercargill | Ecke 43 Avon Road und Humber Street, Clifton Karte            | Kirche | 1887                   | 15. Dezember 2011 | 2450   | 2    |
| weitere Bilder | Hanan's Building                                                                 | Invercargill | 124-132 Dee Street Karte                                      | Geschäftshaus                                                                                                 | 1868                   | 24. November 1983 | 2453   | 2    |
| BW             | Commodore Flats                                                                  | Invercargill | 171 Tay Street Karte                                          | Wohnkomplex                                                                                                   | 1936 (ca.)             | 24. November 1983 | 2454   | 2    |
| weitere Bilder | Craig Printing Limited Building                                                  | Invercargill | 67 Tay Street Karte                                           | ehem. Druckerei                                                                                               | 1920 (ca.)             | 24. November 1983 | 2456   | 2    |
| BW             | Cultural Hall (Formerly Masonic Hall)                                            | Invercargill | Ecke Nith Street und Forth Street Karte                       | ehemalige Freimaurerloge, heute Kulturhalle                                                                   | 1869 (ca.)             | 24. November 1983 | 2457   | 2    |
| BW             | Feldwick's House                                                                 | Invercargill | 326 Dee Street Karte                                          | Wohnhaus | n.a.                   | 24. November 1983 | 2459   | 2    |
| BW             | Feldwick Park Gates                                                              | Invercargill | Queens Drive Karte                                            | Parktore, Denkmal für den Ersten Weltkrieg                                                                    | 1924                   | 24. November 1983 | 2460   | 2    |
| BW             | First Church Manse                                                               | Invercargill | 181 Tay Street Karte                                          | Pfarrei | 1932                   | 24. November 1983 | 2462   | 2    |
| BW             | Fleming and Company Flourmill (Former)                                           | Invercargill | 48 Conon Street und Tyne Street Karte                         | Mühöle, Industriedenkmal                                                                                      | frühes 20. Jahrhundert | 26. August 2011   | 2463   | 2    |
| BW             | Footbridge                                                                       | Invercargill | Between Forth und Conon Streets Karte                         | Fußgängerbrücke                                                                                               | n.a.                   | 24. November 1983 | 2464   | 2    |
| weitere Bilder | Bank of New Zealand (Former)                                                     | Invercargill | Ecke 1 Tay Street und Clyde Street/Wood Street Karte          | ehem. Bankgebäude, heute Kirche                                                                               | 1877–1879              | 31. Oktober 2011  | 2465   | 2    |
| BW             | Goodall's Footwear Building                                                      | Invercargill | 26 Esk Street Karte                                           | ehem. Laden                                                                                                   | 1890                   | 24. November 1983 | 2469   | 2    |
| weitere Bilder | Government Life Building                                                         | Invercargill | 33 Dee Street und 29 Esk Street Karte                         | ehem. Versicherung                                                                                            | vor 1922               | 24. November 1983 | 2470   | 2    |
| weitere Bilder | Grand Hotel                                                                      | Invercargill | 76 Dee Street Karte                                           | Hotel | 1912                   | 25. November 1983 | 2471   | 2    |
| BW             | Thomson and Beattie Drapers (Former)                                             | Invercargill | 27 Tay Street Karte                                           | Laden | n.a.                   | 24. November 1983 | 2472   | 2    |
| BW             | Gardener’s Cottage (Former)                                                      | Invercargill | 20 Hardy Street und Wellington Street, Strathern Karte        | Wohnhaus | 1911                   | 19. April 2012    | 2473   | 2    |
| BW             | House                                                                            | Invercargill | 170 Balmoral Drive Karte                                      | Wohnhaus | 1914                   | 24. November 1983 | 2474   | 2    |
| BW             | House                                                                            | Invercargill | 85 Banks Street Karte                                         | Wohnhaus | 1928                   | 24. November 1983 | 2475   | 2    |
| BW             | House                                                                            | Invercargill | 45 Dalrymple Street Karte                                     | Wohnhaus | 1912                   | 24. November 1983 | 2476   | 2    |
| BW             | House                                                                            | Invercargill | 104 Don Street Karte                                          | Wohnhaus | 1915                   | 24. November 1983 | 2477   | 2    |
| BW             | House                                                                            | Invercargill | 106 Don Street Karte                                          | Wohnhaus | 1915                   | 24. November 1983 | 2478   | 2    |
| BW             | House                                                                            | Invercargill | 225 Ettrick Street Karte                                      | Wohnhaus | 1915                   | 24. November 1983 | 2480   | 2    |
| BW             | House                                                                            | Invercargill | 347 Ettrick Street Karte                                      | Wohnhaus | 1915                   | 24. November 1983 | 2481   | 2    |
| BW             | Sir Joseph Ward's House (Former)                                                 | Invercargill | 189 Leet Street Karte                                         | Wohnhaus des Premierministers Joseph Ward                                                                     | 1911                   | 24. November 1983 | 2483   | 2    |
| BW             | House                                                                            | Invercargill | 133 Leet Street Karte                                         | Wohnhaus | n.a.                   | 24. November 1983 | 2484   | 2    |
| BW             | House                                                                            | Invercargill | 135 Leet Street Karte                                         | Wohnhaus | n.a.                   | 24. November 1983 | 2485   | 2    |
| BW             | House                                                                            | Invercargill | 143 McMaster Street Karte                                     | Wohnhaus | 1920                   | 24. November 1983 | 2487   | 2    |
| BW             | House                                                                            | Invercargill | 11 Ness Street Karte                                          | Wohnhaus | 1867                   | 24. November 1983 | 2488   | 2    |
| BW             | House                                                                            | Invercargill | 89 Ness Street Karte                                          | Wohnhaus | 1915                   | 24. November 1983 | 2489   | 2    |
| BW             | House                                                                            | Invercargill | 97 Ness Street Karte                                          | Wohnhaus | 1915                   | 24. November 1983 | 2491   | 2    |
| BW             | House                                                                            | Invercargill | 269 Ness Street Karte                                         | Wohnhaus | 1920                   | 24. November 1983 | 2493   | 2    |
| BW             | House                                                                            | Invercargill | 49 Teviot Street Karte                                        | Wohnhaus | 1915                   | 24. November 1983 | 2494   | 2    |
| BW             | House                                                                            | Invercargill | 160 Yarrow Street Karte                                       | Wohnhaus | n.a.                   | 24. November 1983 | 2495   | 2    |
| weitere Bilder | Invercargill Club                                                                | Invercargill | 32 Don Street Karte                                           | Clubhaus | 1891                   | 25. Juni 2010     | 2496   | 2    |
| BW             | John Turnbull Thomson Mausoleum and Family Plot                                  | Invercargill | 70 Durham Street, Waikiwi Karte (ungenau)                     | Grabstätte und Familiengrab des Vermessers John Turnbull Thomson                                              | 1885 (ab)              | 23. Juni 2011     | 2497   | 2    |
| BW             | JG Pro Sports (Former Kings Foodland)                                            | Invercargill | 73 Tay Street Karte                                           | Ladengeschäft                                                                                                 | 1904 (ca.)             | 24. November 1983 | 2498   | 2    |
| BW             | Louvain                                                                          | Invercargill | 109 Bourke Street Karte                                       | Wohnhaus | n.a.                   | 24. November 1983 | 2499   | 2    |
| BW             | Tram Barn (Former)                                                               | Invercargill | 90 Leven Street Karte                                         | ehemaliger Straßenbahnschuppen                                                                                | 1910 (ca.)             | 24. November 1983 | 2500   | 2    |
| BW             | National Bank (Former)                                                           | Invercargill | 21 The Crescent und Clyde Street Karte                        | ehemalige Bankfiliale                                                                                         | 1926                   | 24. November 1983 | 2503   | 2    |
| weitere Bilder | Rakauhauka House                                                                 | Invercargill | 36 Don Street Karte                                           | | 1911                   | 24. November 1983 | 2508   | 2    |
| BW             | Rockhaven                                                                        | Invercargill | 397 Queens Drive Karte                                        | Wohnhaus | n.a.                   | 24. November 1983 | 2509   | 2    |
| weitere Bilder | Salvation Army Building                                                          | Invercargill | Leven Street und Gala Street Karte                            | Gebäude der Heilsarmee                                                                                        | n.a.                   | 24. November 1983 | 2510   | 2    |
| weitere Bilder | Southern Cross Medical Care Society Building (former Strang's Coffee and Spices) | Invercargill | 100 Esk Street Karte                                          | ehem. Kaffee- und Gewürzhandel, heute von der Krankenversicherung Southern Cross Medical Care Society genutzt | n.a.                   | 24. November 1983 | 2511   | 2    |
| weitere Bilder | Southland B.H.S. Central Block                                                   | Invercargill | 181 Herbert Street Karte                                      | Schule | n.a.                   | 24. November 1983 | 2512   | 2    |
| weitere Bilder | Southland Times Building                                                         | Invercargill | 67 Esk Street Karte                                           | Gebäude der Zeitung Southland Times                                                                           | 1907–1908              | 23. Juni 2011     | 2513   | 2    |
| BW             | Strang House                                                                     | Invercargill | 211 Yarrow Street und MacMaster Street Karte                  | Wohnhaus | 1906                   | 19. April 2012    | 2515   | 2    |
| BW             | St Paul's Church (Presbyterian)                                                  | Invercargill | 178 Dee Street Karte                                          | presbyterianische Kirche                                                                                      | 1876                   | 23. Juni 2011     | 2517   | 2    |
| weitere Bilder | St Stephen's Church (Presbyterian)                                               | Invercargill | 284 North Road Karte                                          | presbyterianische Kirche                                                                                      | 1926                   | 24. November 1983 | 2518   | 2    |
| weitere Bilder | The Brown Owl Building (Formerly Arbuckle's)                                     | Invercargill | 29 Esk Street Karte                                           | Laden | n.a.                   | 24. November 1983 | 2519   | 2    |
| weitere Bilder | Trent House                                                                      | Invercargill | 59-61 Tay Street Karte                                        | Wohnhaus | n.a.                   | 24. November 1083 | 2522   | 2    |
| weitere Bilder | Alexandra Buildings                                                              | Invercargill | 83 Dee Street und 2 Don Street Karte                          | Ladengeschäft                                                                                                 | 1903                   | 24. November 1983 | 2523   | 2    |
| weitere Bilder | Water Works Control Building                                                     | Invercargill | 101 Doon Street Karte                                         | Steuerwarte des Wasserwerkes                                                                                  | n.a.                   | 24. November 1983 | 2525   | 2    |
| BW             | Wilson House                                                                     | Invercargill | 104 Grey Street, Gladstone Karte                              | Wohnhaus | 1903                   | 23. Juni 2011     | 2527   | 2    |
| weitere Bilder | YMCA Building                                                                    | Invercargill | 77 Tay Street Karte                                           | Jugendherberge                                                                                                | 1911                   | 24. November 1983 | 2528   | 2    |
| BW             | Port of Invercargill Jetty                                                       | Invercargill | New River Estuary Karte                                       | Schiffsanleger                                                                                                | n.a.                   | 24. November 1983 | 3261   | 2    |
| weitere Bilder | Admin Building Inver. Youth Institute                                            | Invercargill | 42-60 Liffey Street Karte                                     | Gebäude, genutzt als Gefängnis, Verwaltungsbau, Kapelle                                                       | 1910                   | 24. November 1983 | 3262   | 2    |
| BW             | Greenhills Church                                                                | Invercargill | 16 Princes Road, Greenhills Karte                             | Kirche | 1886–1887 (ca.)        | 23. Juni 2011     | 3266   | 2    |
| BW             | The Powerhouse                                                                   | Invercargill | 98 Leven Street Karte                                         | Kraftwerk der Straßenbahngesellschaft von Invercargill                                                        | 1911 (ca.)             | 7. September 2001 | 7496   | 2    |
| BW             | Municipal Electricity Building                                                   | Invercargill | 90 Leven Street Karte                                         | Bürogebäude der Straßenbahngesellschaft von Invercargill                                                      | 1911–1912              | 7. September 2011 | 7497   | 2    |
| BW             | Scottish Hall                                                                    | Invercargill | 112 Esk Street Karte                                          | Treffpunkt der Einwohner von Invercargill mit schottischer Abstammung                                         | 1956–1957 (ca.)        | 27. Juni 2008     | 7760   | 2    |